# 1475

## Събития
- Османците превземат Кафа, Генуезка колония в Крим, отрязвайки връзките по море между запада и Близкия и Далечен изток;

## Родени
- Диего де Алмагро, испански конкистадор
- 6 март – Микеланджело Буонароти, италиански художник и скулптор
- 11 декември – Лъв X, римски папа

## Починали
- 10 декември – Паоло Учело, флорентински художник